# Alexandre Jacques (hockey sur glace)
Alexandre Jacques (né le 27 septembre 1977 à Laval, dans la province de Québec au Canada) est un joueur professionnel et entraîneur canadien de hockey sur glace.

## Carrière de joueur
Entre 1994 et 1997, il joue avec les Cataractes de Shawinigan de la Ligue de hockey junior majeur du Québec.
En 1996, lors du repêchage de la Ligue nationale de hockey, il est repêché en 6e ronde, 162e au total, par les Red Wings de Détroit.
Il commence sa carrière professionnelle lors de la saison 1997-1998, alors qu’il joue dans la Ligue américaine de hockey avec les Red Wings de l'Adirondack et dans l'East Coast Hockey League avec le Storm de Toledo. Il termine cependant la saison dans la LHJMQ, avec l’Océanic de Rimouski.
Entre 1998 et 2004, il joue avec plusieurs clubs de la Ligue américaine de hockey (Red Wings de l'Adirondack, Mighty Ducks de Cincinnati, Flames de Saint-Jean, Admirals de Milwaukee) et de l'East Coast Hockey League (Storm de Toledo et Boardwalk Bullies de Atlantic-City).
Il passe ensuite quatre saisons en Allemagne, avec le SC Bietigheim-Bissingen de la 2. Bundesliga, puis une saison au Danemark, avec le AaB Ishockey de la AL-Bank ligaen.
À l'automne 2009, il revient au Canada, alors qu’il se joint au CIMT de Rivière-du-Loup de la Ligue nord-américaine de hockey. Il retourne cependant terminer la saison en Europe, avec le HC La Chaux-de-Fonds de la LNB.
À l’été 2010, il se joint au Caron et Guay de Trois-Rivières de la LNAH.
Le 18 juin 2013 il est nommé entraîneur adjoint avec l'Armada de Blainville-Boisbriand de la Ligue de hockey junior majeur du Québec. Malgré tout, il continue à évoluer dans la Ligue nord-américaine de hockey. Le 13 août il signe une prolongation de contrat avec l'équipe qui porte désormais le nom du Viking de Trois-Rivières.

## Statistiques
| Saison    | Équipe                             | Ligue          |    | Saison régulière | Saison régulière | Saison régulière | Saison régulière | Saison régulière |    | Séries éliminatoires | Séries éliminatoires | Séries éliminatoires | Séries éliminatoires | Séries éliminatoires |
| Saison    | Équipe                             | Ligue          | PJ | B                | A                | Pts              | Pun              | PJ               | B  | A                    | Pts                  | Pun                  |                      |                      |
| 1994-1995 | Cataractes de Shawinigan           | LHJMQ          | 71 | 9                | 8                | 17               | 18               | 14               | 8  | 5                    | 13                   | 8                    |                      |                      |
| 1995-1996 | Cataractes de Shawinigan           | LHJMQ          | 60 | 25               | 32               | 57               | 57               | 6                | 3  | 2                    | 5                    | 2                    |                      |                      |
| 1996-1997 | Cataractes de Shawinigan           | LHJMQ          | 70 | 41               | 60               | 101              | 48               | 7                | 3  | 3                    | 6                    | 2                    |                      |                      |
| 1997-1998 | Red Wings de l'Adirondack          | LAH            | 16 | 1                | 1                | 2                | 0                | -                | -  | -                    | -                    | -                    |                      |                      |
| 1997-1998 | Storm de Toledo                    | ECHL           | 9  | 6                | 4                | 10               | 6                | -                | -  | -                    | -                    | -                    |                      |                      |
| 1997-1998 | Océanic de Rimouski                | LHJMQ          | 24 | 17               | 23               | 40               | 47               | 10               | 12 | 10                   | 22                   | 6                    |                      |                      |
| 1998-1999 | Red Wings de l'Adirondack          | LAH            | 68 | 9                | 13               | 22               | 25               | 3                | 0  | 0                    | 0                    | 0                    |                      |                      |
| 1999-2000 | Mighty Ducks de Cincinnati         | LAH            | 59 | 9                | 14               | 23               | 22               | -                | -  | -                    | -                    | -                    |                      |                      |
| 2000-2001 | Mighty Ducks de Cincinnati         | LAH            | 1  | 0                | 0                | 0                | 0                | -                | -  | -                    | -                    | -                    |                      |                      |
| 2000-2001 | Storm de Toledo                    | ECHL           | 25 | 5                | 10               | 15               | 16               | 8                | 1  | 2                    | 3                    | 10                   |                      |                      |
| 2001-2002 | Storm de Toledo                    | ECHL           | 71 | 29               | 39               | 68               | 37               | -                | -  | -                    | -                    | -                    |                      |                      |
| 2002-2003 | Flames de Saint-Jean               | LAH            | 8  | 0                | 0                | 0                | 5                | -                | -  | -                    | -                    | -                    |                      |                      |
| 2002-2003 | Storm de Toledo                    | ECHL           | 37 | 21               | 15               | 36               | 20               | -                | -  | -                    | -                    | -                    |                      |                      |
| 2003-2004 | Storm de Toledo                    | ECHL           | 41 | 24               | 23               | 47               | 22               | -                | -  | -                    | -                    | -                    |                      |                      |
| 2003-2004 | Boardwalk Bullies de Atlantic-City | ECHL           | 2  | 1                | 1                | 2                | 0                | 1                | 0  | 0                    | 0                    | 0                    |                      |                      |
| 2003-2004 | Admirals de Milwaukee              | LAH            | 21 | 1                | 12               | 13               | 9                | 4                | 1  | 0                    | 1                    | 2                    |                      |                      |
| 2004-2005 | SC Bietigheim-Bissingen            | 2. Bundesliga  | 51 | 21               | 26               | 47               | 42               | 5                | 1  | 1                    | 2                    | 4                    |                      |                      |
| 2005-2006 | SC Bietigheim-Bissingen            | 2. Bundesliga  | 51 | 41               | 31               | 72               | 58               | 7                | 2  | 5                    | 7                    | 6                    |                      |                      |
| 2006-2007 | SC Bietigheim-Bissingen            | 2. Bundesliga  | 42 | 23               | 20               | 43               | 54               | -                | -  | -                    | -                    | -                    |                      |                      |
| 2007-2008 | SC Bietigheim-Bissingen            | 2. Bundesliga  | 33 | 15               | 15               | 30               | 18               | 5                | 0  | 2                    | 2                    | 4                    |                      |                      |
| 2008-2009 | AaB Ishockey                       | AL-Bank ligaen | 30 | 15               | 10               | 25               | 22               | 5                | 1  | 1                    | 2                    | 2                    |                      |                      |
| 2009-2010 | CIMT de Rivière-du-Loup            | LNAH           | 35 | 17               | 34               | 51               | 12               | -                | -  | -                    | -                    | -                    |                      |                      |
| 2009-2010 | HC La Chaux-de-Fonds               | LNB            | 3  | 0                | 0                | 0                | 0                | 4                | 2  | 3                    | 5                    | 0                    |                      |                      |
| 2010-2011 | Caron et Guay de Trois-Rivières    | LNAH           | 38 | 20               | 24               | 44               | 24               | 5                | 2  | 3                    | 5                    | 2                    |                      |                      |
| 2011-2012 | Caron et Guay de Trois-Rivières    | LNAH           | 46 | 30               | 34               | 64               | 14               | 6                | 3  | 5                    | 8                    | 2                    |                      |                      |
| 2012-2013 | Caron et Guay de Trois-Rivières    | LNAH           | 37 | 12               | 23               | 35               | 24               | 10               | 3  | 4                    | 7                    | 6                    |                      |                      |
| 2013-2014 | Viking de Trois-Rivières           | LNAH           | 21 | 5                | 16               | 21               | 14               | -                | -  | -                    | -                    | -                    |                      |                      |

## Trophées et honneurs personnels
- Ligue nord-américaine de hockey
  - 2010-2011 : reçoit le Trophée du joueur le plus gentilhomme (à égalité avec Jesse Bélanger).
- Ligue américaine de hockey
  - 2003-2004 : gagne la Coupe Calder avec les Admirals de Milwaukee.